# Johann Christoph Richter
Johann Christoph Richter (Dresda, 15 luglio 1700 – Dresda, 19 febbraio 1785) è stato un compositore e organista tedesco.
Richter trascorse tutta la sua vita nella città natale. Quasi nulla si sa della sua formazione giovanile, se non che nel 1716 fu mandato in Italia per arricchire la propria conoscenza musicale. Nel 1727 divenne organista di corte, posizione che mantenne per oltre 50 anni. Dal 1750 fu direttore delle funzioni di liturgia protestante e nel 1760 fu nominato Kapellmeister (maestro di cappella).
Richter fu in vita ampiamente conosciuto come organista. Per la corte di Dresda egli produsse due opere: Il re pastore e Opera drammatica per festeggiare il gloriosissimo giorno natalizio della real altezza principessa, imp. di Sassonia  (ambedue su libretto di Pietro Metastasio) rappresentate rispettivamente a Dresda nel 1762 e 1764. Quest'ultima si basa sull'azione teatrale Il natal di Giove, sempre di Metastasio. Tra le sue composizioni strumentali note, vi è un Concerto con echo in 15 parti, un Trio per 2 clavicembali e basso e una raccolta di danze. Talvolta egli è confuso con il coevo oboista Johann Christian Richter (1689-1744), attivo sempre presso la corte sassone.